# Печать Джорджии
Большая печать штата Джорджия (англ. The Great Seal of the State of Georgia) — один из государственных символов штата Джорджия, США. Первоначальный вариант государственной печати был утверждён в 1776 году Конституцией штата Джорджия, текущий дизайн печати определяется специальным Статутом.

## Дизайн
В центре лицевой стороны государственной печати штата Джорджия изображена представляющая Конституцию штата арка, три колонны которой символизируют три ветви власти: исполнительную, законодательную и судебную. Колонны арки обёрнуты лентой с девизом штата «Wisdom, Justice, Moderation» (англ. «Мудрость, Справедливость, Умеренность») и находятся под защитой стоящего с обнажённым мечом ополченца периода Войны за независимость США, символизирующего готовность защищать Конституцию США. Это же изображение находится на официальном гербе штата Джорджия.

По внешнему кольцу, в его верхней половине расположена надпись «State of Georgia» (англ. «Штат Джорджия»), в нижней — цифры «1776», означающие год принятия Декларации независимости США. В первоначальном варианте был указан год утверждения печати штата (1799), однако в 1914 году цифра и соответствующее ей символическое значение была изменена на 1776.

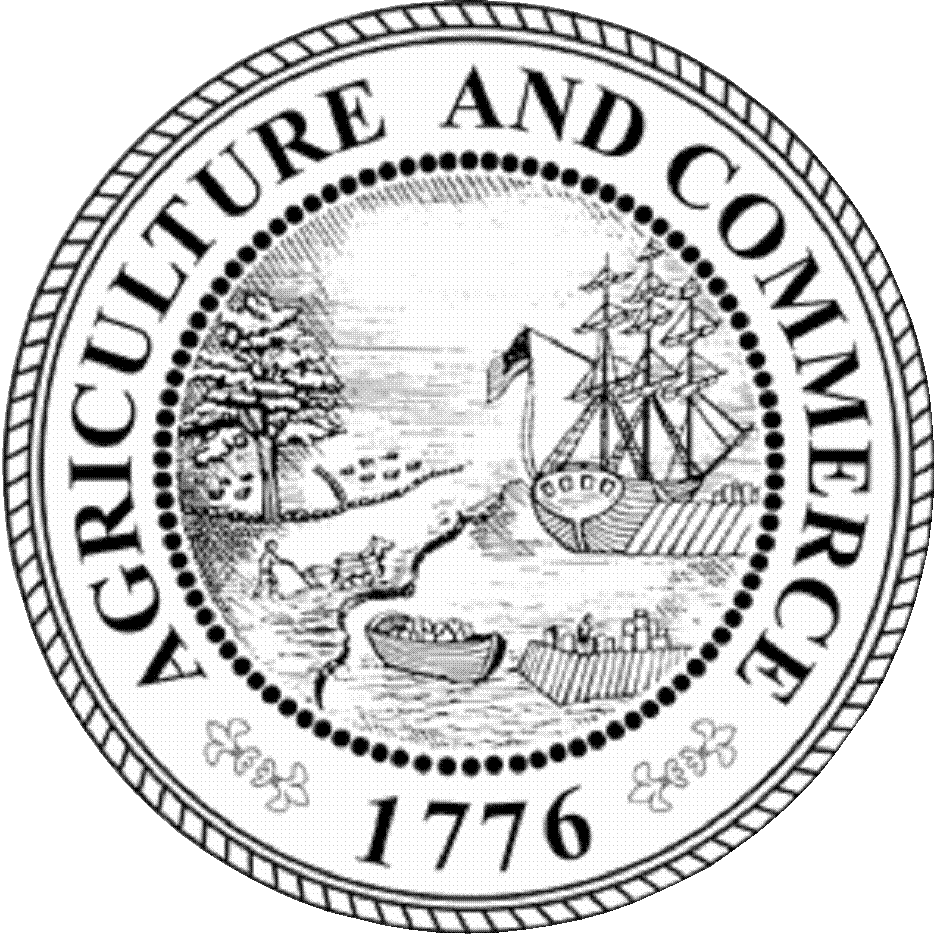
Реверс государственной печати штата Джорджия

На обратной стороне государственной печати штата изображено морское побережье Джорджии и причаливающий корабль под американским флагом, символизирующий экспортную торговлю штата табаком и хлопком. Изображение небольшой лодки указывает на речные перевозки сельскохозяйственных грузов из внутренних районов штата. На заднем плане изображены землепашец и стадо овец. Фраза в верхней полуокружности «Agriculture and Commerce» (англ. «Сельское хозяйство и торговля»), в нижней — и цифры «1776» завершают композицию.
- Согласно законодательству Генеральный секретарь штата Джорджия является официальным хранителем Большой печати штата, которая заверяет документы по распоряжениям губернатора. Такой порядок хранения печати в прошлом приводил к нескольким инцидентам:
  - в период с 1868 по 1871 годы в эпоху Реконструкции Юга печать штата не использовалась для скрепления официальных документов, поскольку была спрятана под домом военного Генерального секретаря штата Натана Барнетта. В 1872 году жители Джорджии вернули контроль над своим правительством и Барнетт, вновь избранный к тому времени Генеральным секретарём штата, вернул государственную печать обратно[1];
  - в 1947 году во время «Противостояния трёх губернаторов» Генеральный секретарь штата Бен У. Форстон (младший) также спрятал печать штата во избежание прихода к власти любого из трёх участников конфликта и до решения вопроса о губернаторстве законным путём при помощи Верховного суда Джорджии.
- Изображения печати и герба присутствовали на семи из восьми флагов штата Джорджия. Исключение представлял флаг штата, использовавшийся с 1879 по 1902 годы.
- Изображённые на печати чугунные арка и столбы с 1858 года стоят у северного входа в Университет Джорджии. Среди студентов университета с давних врёмен распространено поверье, что если до своего первого экзамена под аркой пройдёт первокурсник, то он никогда не сможет закончить обучение в этом университете. В настоящее время арка и колонны входят в официальную символику университета.